# Matus ovatus
Matus ovatus är en skalbaggsart som beskrevs av John Henry Leech 1941. Matus ovatus ingår i släktet Matus och familjen dykare.

## Underarter
Arten delas in i följande underarter:
- M. o. ovatus
- M. o. blatchleyi